# 蒙泰卡拉索

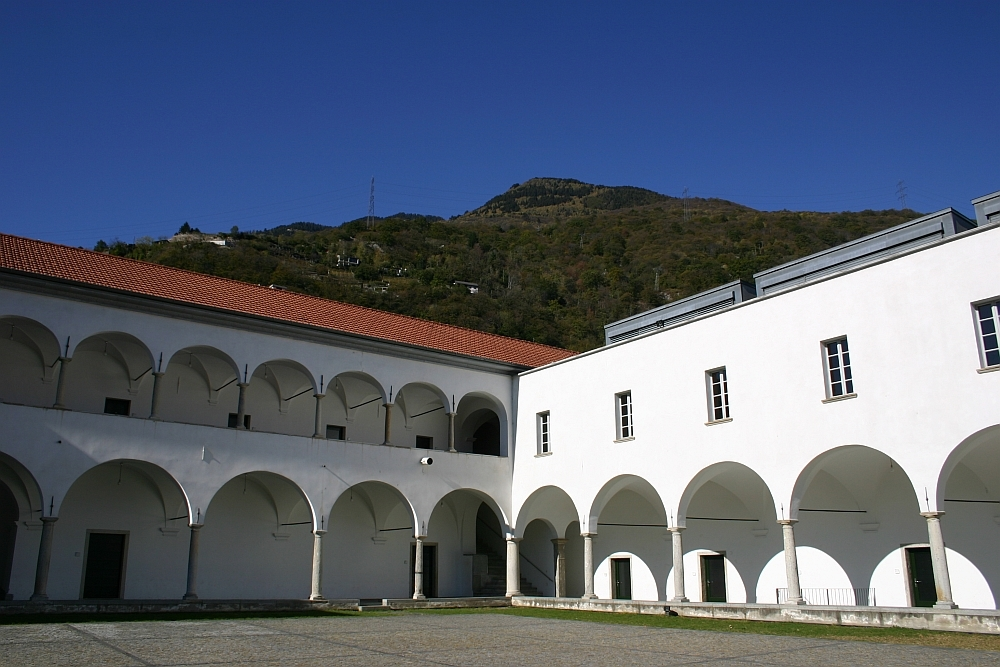

蒙泰卡拉索是瑞士的城鎮，位於該國南部，由提契諾州負責管轄，面積9.64平方公里，海拔高度237米，2011年人口2,725，八成人口信奉羅馬天主教，人口密度每平方公里2,725人。

## 外部連結
- Official website （页面存档备份，存于） （意大利文）